# Keith Emerson
Keith Noel Emerson (Todmorden, 2 november 1944 – Santa Monica, 10 maart 2016) was een Brits rockmuzikant, keyboardspeler en pionier van progressieve rock, in het bijzonder symfonische rock. Hij was vooral bekend als een van de drie leden van Emerson, Lake & Palmer.

## Biografie
Emerson werd geboren in Todmorden, Lancashire, Engeland. Zijn vader, Noel Emerson, was jazzpianist en speelde accordeon in een Britse legerband. De muziek kreeg hij met de paplepel ingegoten; naar eigen zeggen maakte hij zijn eigen liedjes al op driejarige leeftijd. Na een verhuizing naar Worthing in Sussex kwam er een piano in huis, en al snel ontwikkelde Emerson zich tot een virtuoos. Al op 14-jarige leeftijd was hij in de streek waar hij woonde bekend om zijn pianospel. Enige jaren later, na naar Londen verhuisd te zijn, ging hij spelen in de bands als "The V.I.P.'s" en "Gary Farr and the T-Bones".

## The Nice
In de tweede helft van de jaren 60 zette Emerson samen met bassist/zanger Lee Jackson, drummer Brian Davison en gitarist David O'List "The Nice" op. Eerst als begeleidingsband van zangeres P.P. Arnold, later met eigen muziek, speelden ze een eigen combinatie van klassiek, blues, jazz en rock. Met deze band nam Emerson ook een aantal lp's op.
Emerson speelde tijdens optredens met name op het Hammondorgel, en in het begin van de jaren 70 was hij een van de eersten die de modulaire Moog-synthesizers in de rockmuziek gebruikte. Hij was met Emerson, Lake & Palmer de eerste die het instrument ook op tournee meenam, en het op het podium bespeelde. Emerson had een goede band met dr. Robert Moog, de maker van het instrument; wederzijds was er veel bewondering voor elkaars kunnen.

## Emerson, Lake & Palmer
In 1970 wilde Emerson verder gaan dan met "The Nice" mogelijk was en hief hij de band op. Greg Lake wilde vertrekken bij King Crimson, en eerdere contacten maakten dat ze samen een drummer zochten en vonden in Carl Palmer. "Emerson, Lake & Palmer" (ELP) was geboren en met hun debuut op het Isle of Wight Festival in 1970 gelijk een topper. De rockbewerking van Moessorgski's Schilderijententoonstelling, eindigend met kanongebulder, maakte een overweldigende indruk en hun naam was gevestigd.
Hierop volgden zo’n acht jaar van successen met ELP. Zes platina-albums, en de top-act op het California Jam festival in 1974 (met 500.000 man het grootste concert tot dan toe). Keerpunt echter was in 1977 het optreden met een groot orkest voor een uitvoering van Emersons Piano Concerto No.1. Het uitvoeren van een dergelijk project was te veel, organisatorisch, maar vooral financieel. Na het debacle moesten ze weer als drietal op tournee, om hun saldo bij te werken. Nog twee albums werden gemaakt, die niet gelden als topwerken uit hun repertoire, en in 1978 gingen ze uit elkaar; de vonk die in 1970 het vuur maakte waaruit ELP ontstond was gedoofd.
De leden gingen ieder hun eigen weg. Keith Emerson maakte zijn eerste soloalbum, dat in 1980 uitkwam, "Honky". Een tweede album dat hij uitbracht omvatte een serie van eigen interpretaties van klassieke kerstliederen, "The Christmas Album". Emerson heeft in de jaren na het uiteenvallen van ELP ook veel muziek voor film en tv geschreven.
In 1985 zocht Emerson opnieuw de samenwerking met Greg Lake. Carl Palmer zat op dat moment vast in Asia en werd vervangen door Cozy Powell. Met z’n drieën traden ze een tijd lang op en maakten ze één album, waarna de samenwerking stopte. Bij een volgend project samen met Carl Palmer ontbrak Greg Lake dan weer. Zijn plaats werd ingenomen door gitarist Robert Berry. Onder de naam "3" maakten ze één album.
In 1992 herenigde het drietal zich voor een nieuw album, "Black Moon". In de jaren erna gingen ze weer op tournee, totdat er in 1998 ruzie ontstond over het produceren van het op dat ogenblik laatste album, met als gevolg dat ELP opnieuw uiteen viel. In de tussentijd zijn dan wel nog een aantal albums verschenen: "Live at the Royal Albert Hall" in 1993 (registratie van een concert in 1992 tijdens de Black Moon tour), "In the Hot Seat" in 1994 en "Then And Now" in 1998.
In het nieuwe millennium startte Emerson met twee projecten. Aan de ene kant ging hij op tournee met zijn eigen band, de "Keith Emerson Band", en aan de andere kant kwam ook "The Nice" weer bij elkaar voor een tournee door Engeland, met een nieuw live-album.
Emerson reikte soms naar de binnenkant van zijn piano en sloeg, tokkelde of tokkelde met zijn hand op de snaren. Hij zei dat hij als keyboardspeler het idee van "statisch" zijn haatte en dat hij, om dat te vermijden, "in de piano wilde kruipen, de snaren borstelen, pingpongballetjes erin steken". In "Take a Pebble" tokkelde Emerson op de snaren van zijn piano, een techniek die werd gepionierd door avant-garde componist Henry Cowell, ook wel "string piano" genoemd. In The Nice's 1968 live uitvoering van "Hang on to a Dream" op het Duitse televisieprogramma Beat-Club (later uitgebracht op DVD in 1997), is Emerson te zien en te horen terwijl hij op een gegeven moment in zijn vleugel reikt en aan de snaren plukt.

## Persoonlijk
Emerson was getrouwd met Elinor Emerson. Samen kregen zij twee zonen: Aaron Ole Emerson en Damon Keith Emerson. Later woonde hij samen met Mari Kawaguchi. Emerson overleed in de nacht van 10 op 11 maart 2016 op 71-jarige leeftijd in zijn huis in Santa Monica. Hij werd gevonden met een schotwond in zijn hoofd. Op 16 maart maakte de lijkschouwer bekend dat de doodsoorzaak zelfdoding was. Vermoed wordt dat Emerson depressief was over het achteruitgaan van zijn technische vaardigheid als gevolg van een spierziekte in zijn rechterhand. 

## Soundtracks
Emerson heeft meerdere soundtracks gemaakt voor film en tv, waaronder:
- Inferno
- Nighthawks
- Murderock
- Best Revenge
- La Chiesa
- Harmagedon
- Iron Man
- Godzilla Final Wars
- At the movies

## Discografie
Albums met een substantiële bijdrage van Keith Emerson:
| Jaar | Artiest                | Titel                                                                                            |
| ---- | ---------------------- | ------------------------------------------------------------------------------------------------ |
| 1967 | The Nice               | The Thoughts of Emerlist Davjack                                                                 |
| 1968 | The Nice               | Ars Longa Vita Brevis                                                                            |
| 1969 | The Nice               | Nice                                                                                             |
| 1970 | The Nice               | Five Bridges                                                                                     |
| 1970 | The Nice               | Best of the Nice                                                                                 |
| 1970 | The Nice               | Elegy                                                                                            |
| 1971 | Emerson, Lake & Palmer | Emerson, Lake & Palmer                                                                           |
| 1971 | Emerson, Lake & Palmer | Tarkus                                                                                           |
| 1971 | The Nice               | Keith Emerson with the Nice                                                                      |
| 1972 | Emerson, Lake & Palmer | Pictures at an Exhibition                                                                        |
| 1972 | Emerson, Lake & Palmer | Trilogy                                                                                          |
| 1973 | Emerson, Lake & Palmer | Brain Salad Surgery                                                                              |
| 1973 | The Nice               | In memoriam – the Nice                                                                           |
| 1974 | Emerson, Lake & Palmer | Welcome Back My Friends to the Show that Never Ends – Ladies & Gentlemen, Emerson, Lake & Palmer |
| 1975 | The Nice               | Immediate Story                                                                                  |
| 1977 | Emerson, Lake & Palmer | Works Vol. 1                                                                                     |
| 1977 | Emerson, Lake & Palmer | Works Vol. 2                                                                                     |
| 1978 | Emerson, Lake & Palmer | Love Beach                                                                                       |
| 1979 | Emerson, Lake & Palmer | In Concert                                                                                       |
| 1980 | Emerson, Lake & Palmer | The Best of Emerson, Lake & Palmer                                                               |
| 1985 | Keith Emerson          | Honky                                                                                            |
| 1987 | Emerson, Lake & Powell | Emerson, Lake & Powell                                                                           |
| 1988 | 3                      | To the Power of Three                                                                            |
| 1988 | Keith Emerson          | The Christmas Album                                                                              |
| 1990 | Keith Emerson          | Manhattan Project                                                                                |
| 1991 | Emerson, Lake & Palmer | The Atlantic Years                                                                               |
| 1992 | Emerson, Lake & Palmer | Black Moon                                                                                       |
| 1993 | Emerson, Lake & Palmer | Live at the Royal Albert Hall                                                                    |
| 1993 | Emerson, Lake & Palmer | Return of the Manticore - 4-dubbel-cd                                                            |
| 1994 | Emerson, Lake & Palmer | In the Hot Seat                                                                                  |
| 1996 | Emerson, Lake & Palmer | Works Live                                                                                       |
| 1997 | Emerson, Lake & Palmer | Live at the Isle of Wight 1970                                                                   |
| 1997 | Emerson, Lake & Palmer | ELP In Concert on the King Biscuit Flower Hour                                                   |
| 1998 | Emerson, Lake & Palmer | Then and Now                                                                                     |
| 2000 | The Nice               | Have a Nice Day                                                                                  |
| 2001 | The Nice               | Absolutely the Best - Keith Emerson & the Nice                                                   |
| 2001 | Emerson, Lake & Palmer | Fanfare for the Common Man - dubbel-cd The Anthology -                                           |
| 2001 | Emerson, Lake & Palmer | The Original Bootleg Series from the Manticore Vaults Vol. 1                                     |
| 2001 | Emerson, Lake & Palmer | The Original Bootleg Series from the Manticore Vaults Vol. 2                                     |
| 2002 | The Nice               | Live at the BBC                                                                                  |
| 2002 | The Nice               | The Swedish Radio Sessions                                                                       |
| 2002 | Keith Emerson          | Emerson Plays Emerson                                                                            |
| 2003 | Emerson, Lake & Palmer | ELP Live in Poland - The Original Bootleg Series from the Manticore Vaults                       |
| 2003 | Emerson, Lake & Palmer | ELP Best of the Bootlegs - The Original Bootleg Series from the Manticore Vaults                 |
| 2003 | The Nice               | Vivacitas (Live Glasgow '02)                                                                     |
| 2003 | Emerson, Lake & Powell | Live in Concert                                                                                  |
| 2003 | Emerson, Lake & Powell | The Sprocket Sessions                                                                            |
| 2005 | Keith Emerson          | Hammer It Out                                                                                    |
| 2005 | Keith Emerson          | At the Movies                                                                                    |
| 2006 | Keith Emerson          | Off the Shelf                                                                                    |
| 2008 | Keith Emerson Band     | Keith Emerson Band featuring Marc Bonilla                                                        |